# Gauthier-Villars
Gauthier-Villars（ゴーチェ＝ヴィラール） は、1790年創業のフランスの出版社。19, 20世紀の科学に大きな貢献を果たした。長期に渡りフランス経度局、エコール・ポリテクニーク、科学アカデミーなどの公式編集を務めた。
市場の再編成に伴って会社は消滅したものの、出版物は現在でも様々な出版社に利用されている。同社は出版の他、印刷業や書店の運営も行っていた。

## 歴史
1790年、Jean-Marie Courcier が出版社 librairie pour les mathématiques, la physique, la chimie, les arts mécaniques, et les sciences qui en dépendent を創立した。会社はシャルル・ルイ・エティエンヌ・バシュリエ（Charles Louis Étienne Bachelier）に引き継がれ、更にルイ・マレット（Louis Alexandre Joseph Mallet）とマレット＝バシュリエ（Mallet-Bachelier）が後継した。
エコール・ポリテクニークの卒業生ジャン＝アルベール・ゴーチェ＝ヴィラールが1864年に会社を買収し、自身の名を社名とした。同じくエコール・ポリテクニーク卒業生の息子アルベール＝ポル・ゴーチェ＝ヴィラール  (Albert-Paul Gauthier-Villars, 1861年6月16日 – 1918年7月14日）が業務を引き継いだ。
1971年、Dunodに買収され、1972年からボルダグループの傘下に入った。その後、Presses de la Citéに吸収され、更に2004年にラガルデールに吸収された。
同社から出版された書籍の大半の著者は数学・物理学者だった。例えば、コーシー、ガロア（再販）、ポアンカレ、レヴィ、ボレル、ピカール、シャール、バシュリエ、ファブリ、 ベルテロ、アインシュタイン（ポール・ゴーチェ＝ヴィラールによる訳）などがいる。 

## 主な定期刊行物

### 数学
- Annales scientifiques de l’École normale supérieure
- Bulletin des sciences mathématiques
- Bulletin de la Société mathématique de France
- Journal de mathématiques
- Annales Henri Poincaré（フランス語版）

### 物理学
- Journal de mécanique

### 化学
- Revue de chimie minérale

### その他
- Comptes rendus hebdomadaires des séances de l'Académie des sciences（フランス語版）
- Annales d’histochimie
- Revue de physiologie végétale
- Bulletin de l’Association internationale des documentalistes